# Dragan Jovanović (polityk)
Dragan Jovanović, cyr. Драган Јовановић (ur. 5 marca 1972 w Aranđelovacu) – serbski polityk i samorządowiec, burmistrz Topoli, poseł do Zgromadzenia Narodowego.

## Życiorys
Ukończył szkołę średnią w Kragujevacu i studia na wydziale mechanicznym Uniwersytetu w Belgradzie. Zaangażował się w działalność polityczną w ramach Nowej Serbii. W 2003 kierował prezydencką kampanią wyborczą jej lidera Velimira Ilicia. Od 2003 do 2005 pełnił funkcję sekretarza generalnego partii, a w 2005 został wiceprzewodniczącym swojego ugrupowania.
Od 2004 do 2020 stał na czele władz samorządowych Topoli. W 2008 po raz pierwszy krótko wykonywał mandat posła do Zgromadzenia Narodowego. Do serbskiego parlamentu był następnie wybieranych w wyborach w 2014 i 2016 z ramienia koalicji skupionej wokół Serbskiej Partii Postępowej (SNS), zasiadał w nim do 2020. W 2017 opuścił Nową Serbię, gdy jej lider zdecydował się na zerwanie koalicji z postępowcami. W tym samym roku założył i stanął na czele nowego ugrupowania pod nazwą Lepsza Serbia.
W 2022 wprowadził swoją partię do koalicji skupionej wokół Serbskiej Partii Postępowej. Został wpisany na jej listę wyborczą, uzyskując wówczas wybór do Zgromadzenia Narodowego. W 2023 jego ugrupowanie przyłączyło się do SNS. Przed przedterminowymi wyborami w tym samym roku otrzymał miejsce na liście zorganizowanej przez SNS, które umożliwiło utrzymanie mandatu poselskiego na kolejną kadencję.